# Mary Sweeney
Mary Sweeney (* 1. Januar 1953 in Madison, Wisconsin) ist eine US-amerikanische Filmeditorin, Filmproduzentin, Drehbuchautorin und Filmregisseurin. Sweeney ist vor allem bekannt für ihre Zusammenarbeit mit dem amerikanischen Regisseur David Lynch.

## Leben und Werk
Schon früh in ihrer Karriere wirkte Mary Sweeney bei Projekten von David Lynch mit; so war sie Schnittassistentin bei Blue Velvet (1986), und Wild at Heart – Die Geschichte von Sailor und Lula (1990). Ihr erster eigenständiger Schnitt war 1990 eine Episode aus der zweiten Staffel von Lynchs Fernsehserie Das Geheimnis von Twin Peaks. Es folgte 1992 der Kinofilm zum gleichen Stoff, Twin Peaks – Der Film.
Bald nachdem Sweeney zur Editorin von Lynch aufgestiegen war, wurden die beiden auch privat ein Paar. Ihr gemeinsamer Sohn Riley wurde 1992 geboren. Im Mai 2006 haben sie schließlich auch geheiratet, die Ehe wurde jedoch nach nur fünf Wochen geschieden.
An einigen Filmen von Lynch war Mary Sweeney nicht nur als Editorin, sondern auch in weiteren Rollen beteiligt. So war sie Ko-Produzentin bei Lost Highway, Eine wahre Geschichte – The Straight Story, Mulholland Drive – Straße der Finsternis sowie Inland Empire. Zudem schrieb sie (zusammen mit John Roach) das Drehbuch zu Eine wahre Geschichte – The Straight Story.
Für ihre Montage-Leistung bei Mulholland Drive – Straße der Finsternis gewann sie 2002 den BAFTA Award für den Besten Schnitt.
Ihr Regiedebüt gab Sweeney mit dem achtminütigen Kurzfilm In the Eye Abides the Heart, der 2006 im Kurzfilm-Wettbewerb der 63. Internationalen Filmfestspiele von Venedig zu sehen war. Der Schwarzweißfilm kommt gänzlich ohne Dialoge aus und zeigt ein Liebespaar in verschiedenen Phasen ihrer Beziehung. Ihr zweiter Film als Regisseurin ist der Spielfilm Baraboo (2009).

## Filmografie

### Als Editorin
- 1990: Das Geheimnis von Twin Peaks (Twin Peaks) – TV-Serie, Schnitt der 7. Folge in Staffel 2
- 1992: Twin Peaks – Der Film (Twin Peaks: Fire Walk with Me)
- 1992: On the Air – Voll auf Sendung – TV-Serie, Schnitt der Pilot-Folge: The Lester Guy Show
- 1993: Hotel Room – TV-Serie von David Lynch, Schnitt der Pilot-Folge: Tricks
- 1997: Lost Highway
- 1999: Eine wahre Geschichte – The Straight Story (The Straight Story)
- 2001: Mulholland Drive – Straße der Finsternis (Mulholland Drive)
- 2009: Baraboo

### Als Produzentin
- 1994: Nadja – Regie: Michael Almereyda
- 1997: Lost Highway
- 1999: Eine wahre Geschichte – The Straight Story (The Straight Story)
- 2001: Mulholland Drive – Straße der Finsternis (Mulholland Drive)
- 2006: Inland Empire
- 2009: Baraboo

### Als Drehbuchautorin
- 1999: Eine wahre Geschichte – The Straight Story (The Straight Story)
- 2009: Baraboo
- 2011: Two Knives – Regie: Michael Mandell

### Als Regisseurin
- 2009: Baraboo

## Auszeichnungen
2002: Mulholland Drive (won) BAFTA Award for Best Editing